# Лоза Немањића (фреска у Високим Дечанима)
Лоза Немањића, у манастирској цркви Христа Пантократора у Високим Дечанима, налази се на источном зиду нартекса, десно од врата. Сматра се да је настала 1346/1347. године, али је, највероватније у 15. веку, доживела значајну рестаурацију.
Фреска обухвата девет стојећих фигура (распоређених у три реда):
- Урош, Душан и Стефан
- Драгутин, Милутин и Урош
- Сава, Немања и Стефан

и још тринаест малих попрсја, распоређених у лози око њих:
- Душман, Симеон, Теодора и Јелена
- Урошиц, Владислав (II), Јелисавета, Радослав, Брњача и Владислав (I)
- Стефан, Вукан и Сава II

Ликови фигура у доњем делу су оштећени, док је, генерално гледано, њихова аутентичност врло скромна, осим Душана и Дечанског који имају препознатљиве црте лица, а сматра се да су делови фигура били позлаћени.

## Шематски приказ стабла
|  |  |  |  |        |        |        |        |        |        |  |  |          |          |          |          |          |          |  |  |                      |                      |                      |                      |                      |                      |  |  | Христос Емануил |         |         |         |         |         |  |  |                |                |                |                |                |                |  |  |        |        |        |        |        |        |  |  |           |           |           |           |           |           |  |  |
|  |  |  |  |        |        |        |        |        |        |  |  |          |          |          |          |          |          |  |  |                      |                      |                      |                      |                      |                      |  |  |                 |         |         |         |         |         |  |  |                |                |                |                |                |                |  |  |        |        |        |        |        |        |  |  |           |           |           |           |           |           |  |  |
|  |  |  |  |        |        |        |        |        |        |  |  | Анђео    | Анђео    | Анђео    | Анђео    | Анђео    | Анђео    |  |  |                      |                      |                      |                      |                      |                      |  |  |                 |         |         |         |         |         |  |  |                |                |                |                |                |                |  |  | Анђео  | Анђео  | Анђео  | Анђео  | Анђео  | Анђео  |  |  |           |           |           |           |           |           |  |  |
|  |  |  |  |        |        |        |        |        |        |  |  | Анђео    | Анђео    | Анђео    | Анђео    | Анђео    | Анђео    |  |  |                      |                      |                      |                      |                      |                      |  |  |                 |         |         |         |         |         |  |  |                |                |                |                |                |                |  |  | Анђео  | Анђео  | Анђео  | Анђео  | Анђео  | Анђео  |  |  |           |           |           |           |           |           |  |  |
|  |  |  |  |        |        |        |        |        |        |  |  | Урош     | Урош     | Урош     | Урош     | Урош     | Урош     |  |  | Душман               | Душман               | Душман               | Душман               | Душман               | Душман               |  |  | Душан           | Душан   | Душан   | Душан   | Душан   | Душан   |  |  | Симеон Теодора | Симеон Теодора | Симеон Теодора | Симеон Теодора | Симеон Теодора | Симеон Теодора |  |  | Стефан | Стефан | Стефан | Стефан | Стефан | Стефан |  |  | Јелена    | Јелена    | Јелена    | Јелена    | Јелена    | Јелена    |  |  |
|  |  |  |  |        |        |        |        |        |        |  |  | Урош     | Урош     | Урош     | Урош     | Урош     | Урош     |  |  | Душман               | Душман               | Душман               | Душман               | Душман               | Душман               |  |  | Душан           | Душан   | Душан   | Душан   | Душан   | Душан   |  |  | Симеон Теодора | Симеон Теодора | Симеон Теодора | Симеон Теодора | Симеон Теодора | Симеон Теодора |  |  | Стефан | Стефан | Стефан | Стефан | Стефан | Стефан |  |  | Јелена    | Јелена    | Јелена    | Јелена    | Јелена    | Јелена    |  |  |
|  |  |  |  | Урошиц | Урошиц | Урошиц | Урошиц | Урошиц | Урошиц |  |  | Драгутин | Драгутин | Драгутин | Драгутин | Драгутин | Драгутин |  |  | Јелисавета Владислав | Јелисавета Владислав | Јелисавета Владислав | Јелисавета Владислав | Јелисавета Владислав | Јелисавета Владислав |  |  | Милутин         | Милутин | Милутин | Милутин | Милутин | Милутин |  |  | Брнча Радослав | Брнча Радослав | Брнча Радослав | Брнча Радослав | Брнча Радослав | Брнча Радослав |  |  | Урош   | Урош   | Урош   | Урош   | Урош   | Урош   |  |  | Владислав | Владислав | Владислав | Владислав | Владислав | Владислав |  |  |
|  |  |  |  | Урошиц | Урошиц | Урошиц | Урошиц | Урошиц | Урошиц |  |  | Драгутин | Драгутин | Драгутин | Драгутин | Драгутин | Драгутин |  |  | Јелисавета Владислав | Јелисавета Владислав | Јелисавета Владислав | Јелисавета Владислав | Јелисавета Владислав | Јелисавета Владислав |  |  | Милутин         | Милутин | Милутин | Милутин | Милутин | Милутин |  |  | Брнча Радослав | Брнча Радослав | Брнча Радослав | Брнча Радослав | Брнча Радослав | Брнча Радослав |  |  | Урош   | Урош   | Урош   | Урош   | Урош   | Урош   |  |  | Владислав | Владислав | Владислав | Владислав | Владислав | Владислав |  |  |
|  |  |  |  | Стефан | Стефан | Стефан | Стефан | Стефан | Стефан |  |  |          |          |          |          |          |          |  |  | Вукан                | Вукан                | Вукан                | Вукан                | Вукан                | Вукан                |  |  |                 |         |         |         |         |         |  |  | Сава           | Сава           | Сава           | Сава           | Сава           | Сава           |  |  |        |        |        |        |        |        |  |  |           |           |           |           |           |           |  |  |
|  |  |  |  | Стефан | Стефан | Стефан | Стефан | Стефан | Стефан |  |  |          |          |          |          |          |          |  |  | Вукан                | Вукан                | Вукан                | Вукан                | Вукан                | Вукан                |  |  |                 |         |         |         |         |         |  |  | Сава           | Сава           | Сава           | Сава           | Сава           | Сава           |  |  |        |        |        |        |        |        |  |  |           |           |           |           |           |           |  |  |
|  |  |  |  |        |        |        |        |        |        |  |  | Сава     | Сава     | Сава     | Сава     | Сава     | Сава     |  |  |                      |                      |                      |                      |                      |                      |  |  | Немања          | Немања  | Немања  | Немања  | Немања  | Немања  |  |  |                |                |                |                |                |                |  |  | Стефан | Стефан | Стефан | Стефан | Стефан | Стефан |  |  |           |           |           |           |           |           |  |  |

## Трагови касније реконструкције
Историчар уметности и академик Светозар Радојчић указао је на неколико трагова на основу којих је закључио да је дечанска лоза сигурно и то веома радикално реконструисана. Он на првом месту помиње интензивно плаву позадину која је јако сумњива и тешко да је оригинална. Поред тога он скреће пажњу и на разлике у писањима исте речи (име Стефан) на фресци:
 (код кнеза Стефана и Драгутина)
 (код Првовенчаног)
Сама лоза аканта на фресци се разликује од оне која је коришћена за дечанску фреску Лозе Јесејеве, која није доживела реконструкцију. Разлика је приметна и на оделима приказаних Немањића. Уместо широког лороса, карактеристичног за 14. век, који се готово вертикално спушта поред фигуре, насликан је појас, чији је ужи крај пребачен преко леве руке и лебди у ваздуху. Сами крајеви одела су у 14. веку приказивани како се равно спуштају уз тело, док се на дечанској Лози Немањића, шире при дну, као код деспотске одеће, каква се може види у Манасији. Милутинов лик у склопу лозе нема своје карактеристичне црте, иако је на јужном зиду наоса очуван његов добар портрет, из пете деценије 14. века. Најбољи доказ касније прераде, по Радојчићу, су бели крстови које држе поједине фигуре у доњим редовима, а одлика су светаца. Он наводи пример Вукана, који, иако је представљен у оделу владара и без нимба, у рукама држи бели крст и додаје да на оригиналним фрескама 14. века не би сликар правио такве погрешке против церемонијалних прописа.
Крајем 14. века (1397), манастир Дечане је обнављала кнегиња Милица (Вуканова директна чукунунука) са синовима Стефаном и Вуком. Том приликом, манастирска црква је добила нови полијелеј на коме се налазе стилизовани двоглави орлови, као и стилизована појава оцила око крста, што се сматра најстаријом појавом тог симбола у средњовековној Србији.
- Лоза Немањића
- Лоза Јесејева
- Милутин, из Лозе Немањића, са оделом које се шири при дну и траком преко леве руке која лебди
- Милутин, из наоса цркве, са оделом које равно пада низ тело и траком преко леве руке која пада хоризонтално поред тела